# Cacaté (Chiapas)
Cacaté es una localidad del estado mexicano de Chiapas. Es parte del municipio de Ixtapa.

## Demografía
| Gráfica de evolución demográfica |
|                                  |

| Censo | Población |
| ----- | --------- |
| 1900  | 275       |
| 1910  | 246       |
| 1921  | 204       |
| 1930  | 163       |
| 1940  | 156       |
| 1950  | 201       |
| 1960  | 307       |
| 1970  | 351       |
| 1980  | 456       |
| 1990  | 675       |
| 2000  | 938       |
| 2010  | 1 225     |
| 2020  | 1 546     |